# La mer au loin
La mer au loin (internationaler englischsprachiger Titel Across the Sea) ist ein romantisches Filmdrama des Franco-Marokkaners Saïd Hamich Benlarbi. Die Koproduktion von Frankreich, Marokko und Belgien mit Ayoub Gretaa, Anna Mouglalis und Grégoire Colin in den Hauptrollen feierte im Mai 2024 bei den Internationalen Filmfestspielen in Cannes ihre Premiere. Anfang Februar 2025 kam der Film in die französischen Kinos.

## Handlung
Der 27-jährige Marokkaner Nour gelangt im Jahr 1990 illegal nach Marseille. Mit seinen Freunden betätigt er sich als Kleinkrimineller. Als er den Polizisten Serge und dessen Frau Noémie kennenlernt, wird sein Leben auf den Kopf gestellt. Die beiden sind zwar verheiratet, doch Serge fühlt sich mehr zu Männern hingezogen. Noémie hat dies jahrelang stillschweigend ertragen und beginnt eine Affäre mit Nour.

## Produktion

### Filmstab und Aufbau
„Es geht um das Exil. Für mich bedeutet Exil, dass es kein Zurück mehr gibt. Es wird zum Exil, wenn die oft romantisierte Vergangenheit sich nicht in die Gegenwart verpflanzen lässt. Im Exil sind sowohl Gegenwart wie Vergangenheit nicht möglich.“

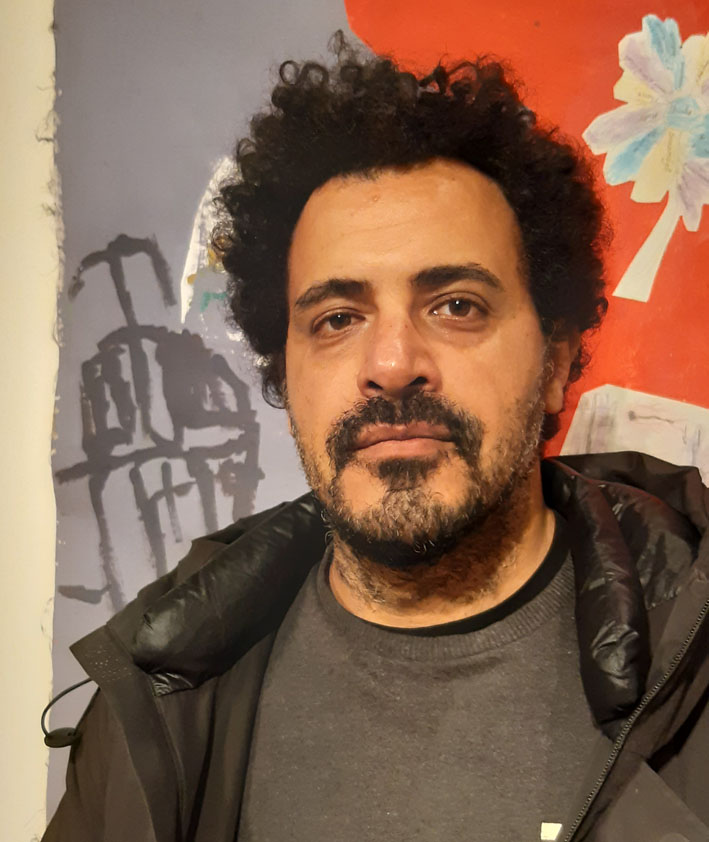
Regisseur Saïd Hamich Benlarbi

Regie führte Saïd Hamich Benlarbi, der auch das Drehbuch schrieb. La mer au loin ist sein zweiter Spielfilm. Der Franco-Marokkaner ist Absolvent der Fémis und Preisträger der Lagardère-Stiftung. Sein erster Spielfilm Retour à Bollène war für den Louis-Delluc-Preis nominiert, sein Kurzfilm Le départ für den César. Benlarbi arbeitete mit Filmemachern wie Faouzi Bensaïdi, Philippe Faucon, Leyla Bouzid, Nabil Ayouch, Yasmine Benkiran, Camille Lugan und Kamal Lazraq zusammen.
La mer au loin ist als Triptychon aufgebaut. Das erste Kapitel mit dem Untertitel „1990“ erzählt von Nour, das zweite Kapitel ist mit „Serge“ überschrieben und das dritte mit „Noémie“.

### Besetzung und Dreharbeiten
Ayoub Gretaa spielt Nourredine Benmina, genannt Nour. Bekannt ist er aus Fernsehserien wie L'Maktoub und Wlad Laam. Grégoire Colin spielt den Polizisten Serge Spiaggeri und Anna Mouglalis dessen Partnerin Noémie. In Nebenrollen sind Omar Boulakirba, Rym Foglia, Sarah Henochsberg und Ali Mehdi Moulai zu sehen.
Die Dreharbeiten fanden von Anfang November bis Ende Dezember 2023 in Casablanca und in Marseille und Umgebung statt. Kameramann Tom Harari ist der Bruder von Regisseur Arthur Harari und war in der Vergangenheit für dessen Filme Schwarzer Diamant und Onoda – 10.000 Nächte im Dschungel tätig. Weiter arbeitete er für mehrere Filme von Katell Quillévéré.

### Veröffentlichung
Die Premiere des Films erfolgte am 17. Mai 2024 bei den Internationalen Filmfestspielen in Cannes, wo er in der Semaine de la critique gezeigt wurde. Im November 2024 wurde er beim Internationalen Film Festival Mannheim-Heidelberg vorgestellt. Am 5. Februar 2025 kam er in die französischen Kinos. Ebenfalls im Februar 2025 wurde er beim Santa Barbara Film Festival gezeigt.

## Auszeichnungen
Internationale Filmfestspiele von Cannes 2024
- Nominierung für die Queer Palm (Saïd Hamich Benlarbi)[8]

Internationales Filmfestival Mannheim-Heidelberg 2024
- Auszeichnung mit dem Publikumspreis[9]

Seville European Film Festival 2024
- Auszeichnung mit dem CampUS Jury Prize für die Beste Regie (Saïd Hamich Benlarb)[10]